# Karadže
Karadže (en cyrillique : Караџе) est un village de Bosnie-Herzégovine. Il est situé dans la municipalité de Bugojno, dans le canton de Bosnie centrale et dans la fédération de Bosnie-et-Herzégovine. Selon les premiers résultats du recensement bosnien de 2013, il compte 1 218 habitants.

## Démographie

### Évolution historique de la population
| 1948 | 1953 | 1961 | 1971 | 1981 | 1991  | 2013  |
| ---- | ---- | ---- | ---- | ---- | ----- | ----- |
| -    | -    | 641  | 483  | 877  | 1 097 | 1 218 |

|  |

### Communauté locale
En 1991, la communauté locale de Karadže comptait 1 418 habitants, répartis de la manière suivante :